# Álvaro Lobo
Álvaro Lobo Herrero, más conocido como Álvaro Lobo (nacido el 4 de abril de 1992 (32 años) en Madrid, España) es un jugador de baloncesto Español. Con 1.83 de estatura, su puesto natural en la cancha es la de escolta, aunque llegando a jugar en la posición de base en ciertas ocasiones. Actualmente es jugador del Real Canoe Natación Club Baloncesto Masculino de la Liga LEB Oro.

## Trayectoria
- Categorías inferiores. Covibar Rivas, Majadahonda, y Club Baloncesto Estudiantes
- Baloncesto Fuenlabrada (2013-2014)
- Club Baloncesto Clavijo (2014-2015)
- Óbila CB (2015-2016)
- Lucentum Alicante (2016-2018)
- Real Canoe Natación Club Baloncesto Masculino (2018-)